# Grêmio Barueri Futebol

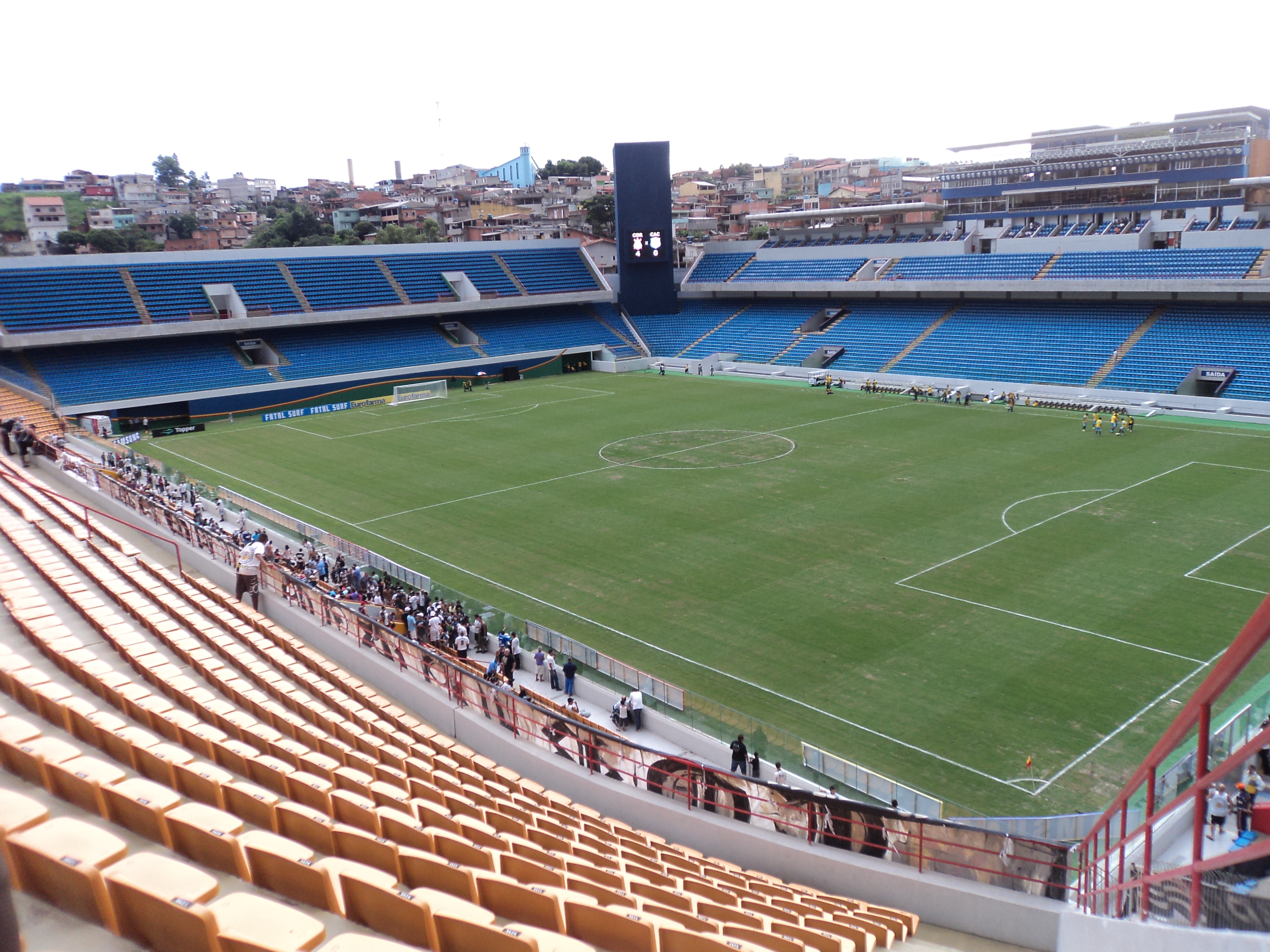
Arena Barueri

Grêmio Barueri Futebol, vanligen endast Grêmio Barueri eller bara Barueri, är en fotbollsklubb från Barueri i delstaten São Paulo i Brasilien. Klubben spelar sina matcher på Arena Barueri som tar kring 35 000.

## Historia
Klubben grundades den 26 mars 1989 som Grêmio Recreativo Barueri för att representera Barueri i flera olika sporter.
Barueri hade en sponsring från Bandeirantes Bank från september 1997 till juni 1998. Klubben bytte sponsorer till Mackenzie/Microcamp från augusti 1998 till maj 1999. 1998 vann Barueri São Paulo State Basketball Championship. En tid senare tecknade klubben ett partnerskap med CR Vasco da Gama, från Rio de Janeiro.
Barueri tecknade ett sponsringsavtal med Roma Incorporadora 2000. Under denna period vann klubben, som då hette Roma Barueri, Campeonato Paulista U20 år 2000 och Copa São Paulo de Juniores 2001 och slog São Paulo FC i finalen.
Klubben professionaliserade sitt fotbollslag 2001 och tävlade i Campeonato Paulista Série B3 och slutade på 14:e plats.
Barueri vann Campeonato Paulista Série A3 2005 och slog Palmeiras B i finalen.
Klubben vann Campeonato Paulista Série A2 2006, slog Sertãozinho i finalen och vann uppflyttning till följande års Campeonato Paulista första division. Samma år spelade Barueri i Campeonato Brasileiro Série C för första gången, och slutade på fjärde plats och blev därmed uppflyttad till följande års Série B. [6] En fjärdeplats 2008 gjorde att laget kunde flyttas upp till Série A, mästerskapet på högsta nivån, året därpå.
Klubben döptes om till Grêmio Prudente Futebol Ltda. den 26 februari 2010, efter att namnbytet godkändes den 12 februari av styrelsen och av staden Presidente Prudente.
Prudente degraderades till 2011 Série B den 14 november 2010, efter att ha besegrats med 2–1 av Club Athletico Paranaense på Arena da Baixada, i staden Curitiba. Klubben degraderades också till Campeonato Paulista Série A2 efter en svag prestation i Campeonato Paulista 2011. Strax därefter köpte en grupp affärsmän från Barueri klubben, flyttade den tillbaka till staden och döpte om klubben till Grêmio Barueri Futebol Ltda.